# Vladas Mačys
Vladas Mačys (* 5. September 1867 in Kazliškiai, Wolost Antanava, jetzt Gemeinde Kazlų Rūda; † 12. Februar 1936 in Kaunas) war ein litauischer Jurist, Zivilprozessualist und Hochschullehrer.

## Leben
1889 absolvierte Mačys das Studium der Rechtswissenschaft an der Universität Moskau in Russland. Ab 1890 war er Richterkandidat und danach arbeitete als Richter im Gericht in Jelgava, Lettland. Von 1918 bis 1922 leitete er als Gerichtspräsident das Bezirksgericht Kaunas. Von 1923 bis 1934 lehrte er als Professor Zivilprozess und Zivilrecht an der Universität Litauens (ab 1930 Vytautas-Magnus-Universität).

## Bibliografie
- Civilinio proceso paskaitos, 1924 m.
- Socialinių teisių mokslo tikslas ir mūsų žemės reformos įstatymas, 1925 m.
- Apie teismo kandidatų ir advokatų pasiruošimą, 1932 m.
- Apie šeimos santvarką ir moterų teises senovėje, 1934 m.